# Борисівка (Мелітопольський район)
Борисі́вка — село в Україні, у Мелітопольському районі Запорізької області. Входить до складу Мирненської селищної громади. Населення становить 179 осіб. Колишній орган місцевого самоврядування — Астраханська сільська рада.

## Географія
Село Борисівка знаходиться на лівому березі річки Арабка, вище за течією примикає село Астраханка, нижче за течією на відстані 4,5 км розташоване село Тихонівка.

## Населення

### Мова
Розподіл населення за рідною мовою за даними перепису 2001 року:
| Мова       | Кількість | Відсоток |
| ---------- | --------- | -------- |
| російська  | 162       | 90.5%    |
| українська | 17        | 9.5%     |
| Усього     | 178       | 100%     |

## Історія
- 1892 — дата заснування.

## Видатні уродженці
- Тонкочеєв Григорій Андрійович — український радянський партійний діяч.